# What's Wrong with Secretary Kim
What's Wrong with Secretary Kim? este un film serial sud-coreean din anul 2018 produs de postul tvN.

## Distribuție
- Park Seo-joon - Lee Young-joon/Lee Sung-hyun
- Park Min-young - Kim Mi-so